# Mesopleuro-third axillary sclerite of hind wing muscle
Mesopleuro-third axillary sclerite of hind wing muscle, mięsień pl2-3ax2, mięsień pl2-3ax2bc – mięsień tułowia niektórych owadów.
Mięsień stwierdzony u błonkówek. Wchodzi w skład grupy "trzecich mięśni pachowych tylnych skrzydeł" (ang. hind wing third axillary muscle). Wychodzi z mesopleuronu i przyczepia się do "trzeciego sklerytu pachowego" (ang. third axillary sclerite) tylnych skrzydeł.